# Раши
Шломо бен Јицак (исто Соломун бен Исак, хебр. רבי שלמה יצחקי; Троа, 22. фебруар 1040 - Троа, 13. јул 1105), са надимком Раши, био је рави и знаменит издавач и коментатор талмуда у средњем веку. Један од до данас најважнијих талмуд-коментара води се на његов рад.
Раши, како је често назван по скраћеници рави Шломо бен Јицак, одрастао је у француском граду Троа где му се породица бавила виноградарством. Око 1055. отишао је у Немачку, у Мајнц и Вормс, и студирао у тамошњим талмуд-школама. 1065. вратио се у Троа и основао је талмуд-школу, коју је финансирао приходима из својих винограда. Његови унуци Рашбам и Рабену Там студирали су код њега и постали исто значајни коментатори талмуда.
У дотичној школи настали су коментари за тору и талмуд, данас сакупљени као Раши-коментари. Због њихове дословне егсегезе и данас су веома цењени и има их у скоро сваком талмуду. За њих створено је у 14. веку посебно писмо, Раши писмо.

## Име
Рашијево презиме, Јицаки, потиче од имена његовог оца, Јицак. Акроним „Раши“ је скраћеница за рабина Шломо Јицакија, али се понекад маштовито проширује као рабин Шел Израел што значи „рабин Израела“, или као раабин Шијичих (Наш рабин, нека живи). Он се у хебрејским и арамејским текстовима може цитирати као (1) „Шломо, син рабина Јицака“, (2) „Шломо, Јицаков син“, (3) „Шломо Јицаки“, и безброј сличних деривата са великим поштовањем.
У старијој литератури Раши се понекад назива Jarchi или Yarhi (ירחי), а његово скраћено име се тумачи као рабин Шломо Јархи. Под овим се подразумевало да се односи на хебрејско име Линел у Прованси, популарно изведено од окцитанског луна „месец“, на хебрејском ירח, у којем се претпостављало да је Раши живео у неко време или да је рођен, или одакле је требало да потичу његови преци. Каснији хришћански писци Ричард Симон и Јохан Кристоф Волф тврдили су да су само хришћански научници Рашија називали Јархи, а да је овај епитет био непознат Јеврејима. Бернардо де Роси је, међутим, показао да хебрејски научници такође називају Рашија Јархи. Године 1839, Леополд Зунц је показао да је хебрејска употреба Јархија била погрешно пропагирање грешке од стране хришћанских писаца, уместо тога да тумаче скраћеницу како се данас разуме: рабин Шломо Јицаки. Еволуција овог појма је детаљно праћена.

## Биографија

### Рођење и рани живот
Раши је био једино дете рођено у Троји, Шампањ, у северној Француској. Брат његове мајке био је Симеон бар Исак, рабин из Мајнца. Симон је био ученик Гершома бен Јуде, који је умро исте године. Са очеве стране, за Рашија се тврдило да је потомак 33. генерације Јоханана Хасандлара, који је био Гамалијелов потомак четврте генерације, који је наводно потицао из Давидове лозе. У својим обимним списима, сам Раши уопште није изнео такву тврдњу. Главни рани рабински извор о његовом пореклу, Респонсум Бр. 29 од Соломона Лурије, такође не износи такву тврдњу.

### Легенде
Његова слава га је касније учинила предметом многих легенди. Једна традиција тврди да су његови родитељи дуги низ година били без деце. Рашијев отац, Јицак, сиромашни винар, једном је пронашао драгоцени драгуљ и пришли су му нејевреји који су желели да га купе да би украсили свог идола. Јицак је пристао да отпутује са њима у њихову земљу, али је на путу бацио драгуљ у море. После га је посетио Глас Божији или пророк Илија, који му је рекао да ће бити награђен рођењем племенитог сина „који ће просветлити свет својим знањем Торе“.
Друга легенда такође наводи да су се Рашини родитељи преселили у Вормс у Немачкој док је Рашина мајка била трудна. Док је ходала једном од уских улица у јеврејској четврти, била је повређена од стране две кочије које су је наилазиле. Окренула се и притиснула уза зид, који се отворио да је прими. Ова чудесна ниша је и данас видљива у зиду Вормсове синагоге.

### Јашијеве студије
Према предању, Раши је први пут довео да учи Тору његов отац на дан Шавоута кад му је било пет година. Његов отац је био његов главни учитељ Торе до његове смрти док је Раши још био млад. Са 17 година се оженио и убрзо потом отишао да учи у јешиву рабина Јакова бен Јакара у Вормсу, враћајући се својој жени три пута годишње, за Дане страхопоштовања, Пасху и Шавуот. Када је рабин Јаков умро 1064. године, Раши је наставио да учи у Вормсу још годину дана у јешиви свог рођака, рабина Исака бен Елиезера Халевија, који је такође био главни рабин Вормса. Потом се преселио у Мајнц, где је учио код свог другог рођака, рабина Исака бен Јуде, рабинског поглавара Мајнца и једног од водећих мудраца регије Лорене која се простире на територији Француске и Немачке.
Рашијеви учитељи су били ученици рабина Гершома и рабина Елиезера Хагадола, водећих талмудиста претходне генерације. Од својих учитеља, Раши је упијао усмене традиције које се односе на Талмуд како су се преносиле вековима, као и разумевање Талмудске логике и облика аргументације. Раши је произвео сажете, изобилне белешке из онога што је научио у јешиви, укључивши тај материјал у своје коментаре. Такође је био под великим утицајем егзегетских принципа Менахема Кара.